# Fahhad Mohammed al-Subaie
Fahhad Mohammed al-Subaie (né le 4 février 1994) est un athlète saoudien, spécialiste du 200 m.

## Carrière
Son record est de 20 s 78 (- 0,3 m/s) le 6 juillet 2013 lors des Championnats d'Asie à Pune où il remporte la médaille d'argent, ainsi que l'or du relais 4 × 400 m. Il porte son record à 20 s 60 pour remporter à nouveau la médaille d'argent, sous une pluie battante, lors des Championnats d'Asie d'athlétisme 2015 à Wuhan. Le 25 octobre 2015, il porte son record sur 200 m à 20 s 58 à Al-Qatif. Le 18 juillet 2017, il porte son record à 20 s 56 (+1.9) à Radès.	

## Palmarès
| Date | Compétition            | Lieu     | Résultat | Épreuve   | Temps        |
| ---- | ---------------------- | -------- | -------- | --------- | ------------ |
| 2013 | Championnats panarabes | Doha     | 2e       | 200 m     | 20 s 55      |
| 2013 | Championnats d'Asie    | Pune     | 5e       | 100 m     | 10 s 48      |
| 2013 | Championnats d'Asie    | Pune     | 2e       | 200 m     | 20 s 92      |
| 2014 | Jeux asiatiques        | Incheon  | 2e       | 200 m     | 20 s 74      |
| 2014 | Jeux asiatiques        | Incheon  | 3e       | 4 x 400 m | 3 min 4 s 03 |
| 2015 | Championnats d'Asie    | Wuhan    | 2e       | 200 m     | 20 s 63      |
| 2015 | Championnats d'Asie    | Wuhan    | 8e       | 4 x 100 m | 40 s 41      |
| 2017 | Championnats panarabes | Radès    | 2e       | 200 m     | 20 s 56      |
| 2017 | Championnats panarabes | Radès    | 1er      | 4 x 100 m | 40 s 08      |
| 2019 | Championnats panarabes | Le Caire | 3e       | 200 m     | 20 s 84      |
| 2019 | Championnats panarabes | Le Caire | 1er      | 4 x 100 m | 39 s 79      |
| 2019 | Championnats d'Asie    | Doha     | finale   | 200 m     | DNS          |
| 2019 | Championnats d'Asie    | Doha     | 4e       | 4 x 100 m | 39 s 52      |

## Records
| Épreuve | Temps        | Lieu     | Date         |
| ------- | ------------ | -------- | ------------ |
| 200 m   | 20 s 39 (NR) | Tashkent | 25 août 2019 |